# Franziskanerkloster Tölz

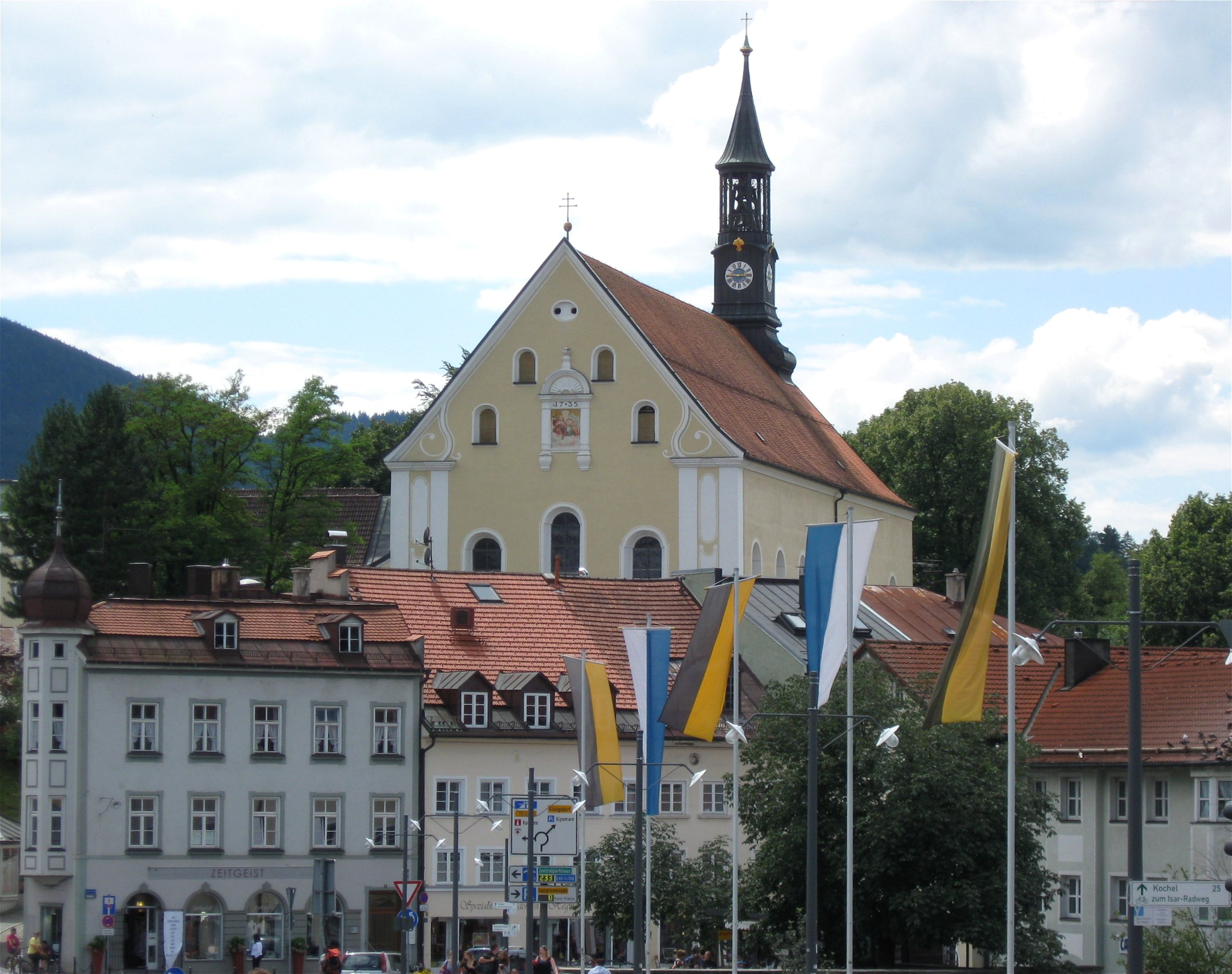
Franziskanerkloster von der Isarbrücke aus

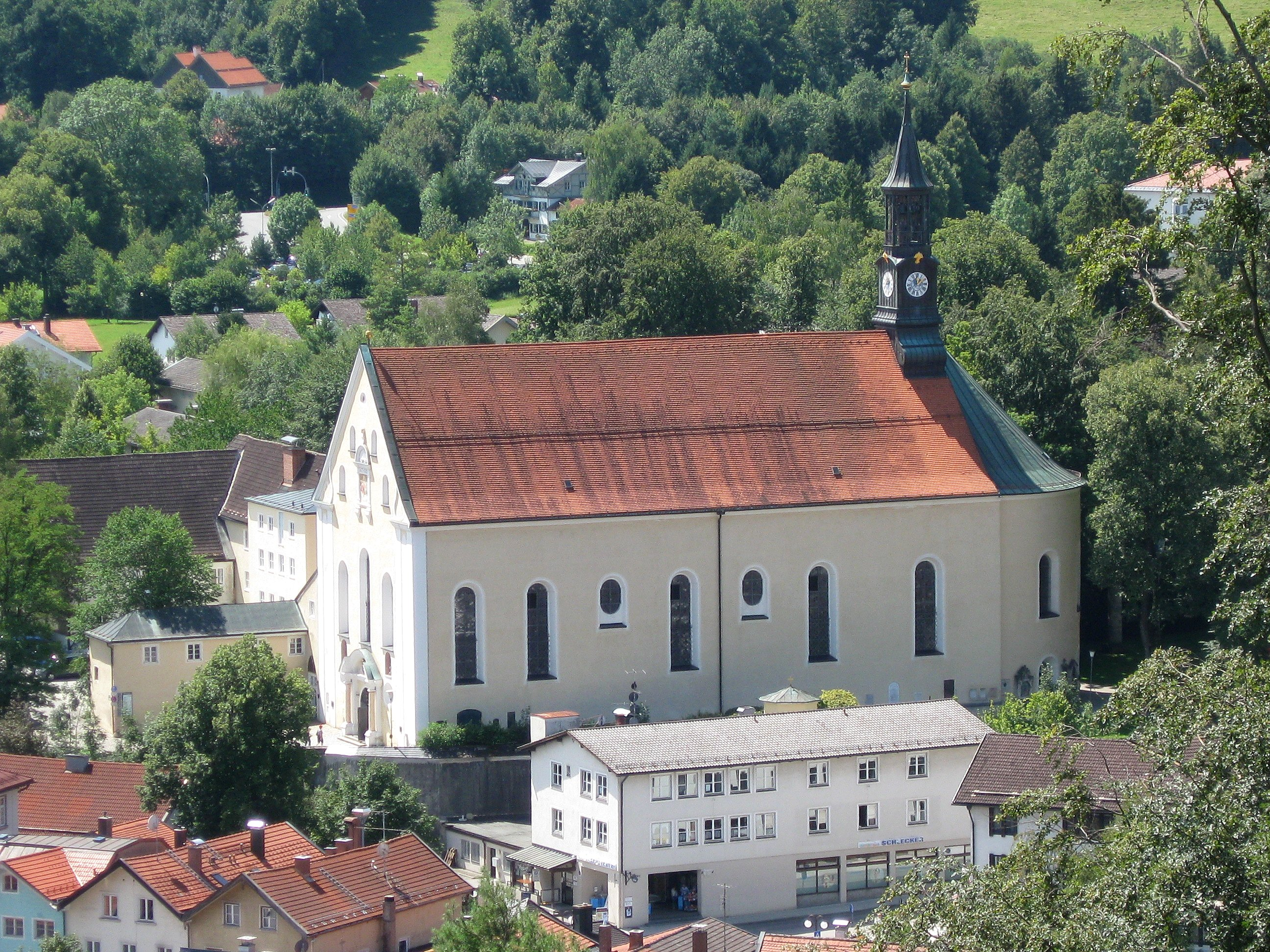
Das Kloster vom Kalvarienberg aus

Das Franziskanerkloster Tölz ist ein ehemaliges Kloster der Franziskaner-Reformaten in Bad Tölz in Bayern (Erzdiözese München und Freising).

## Geschichte

### Die Gründung und ihre Motive

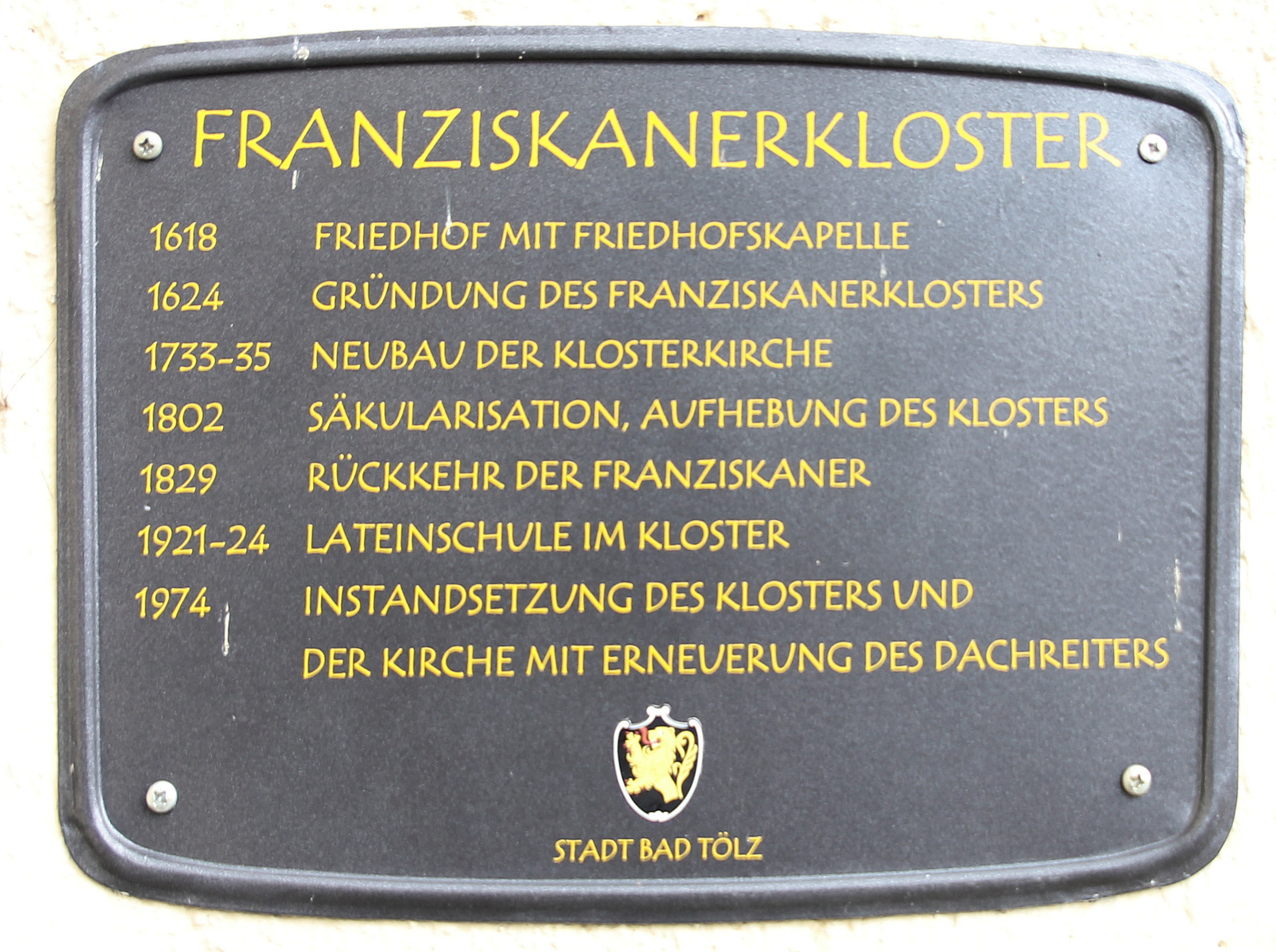
Gedenktafel in der Franziskanergasse

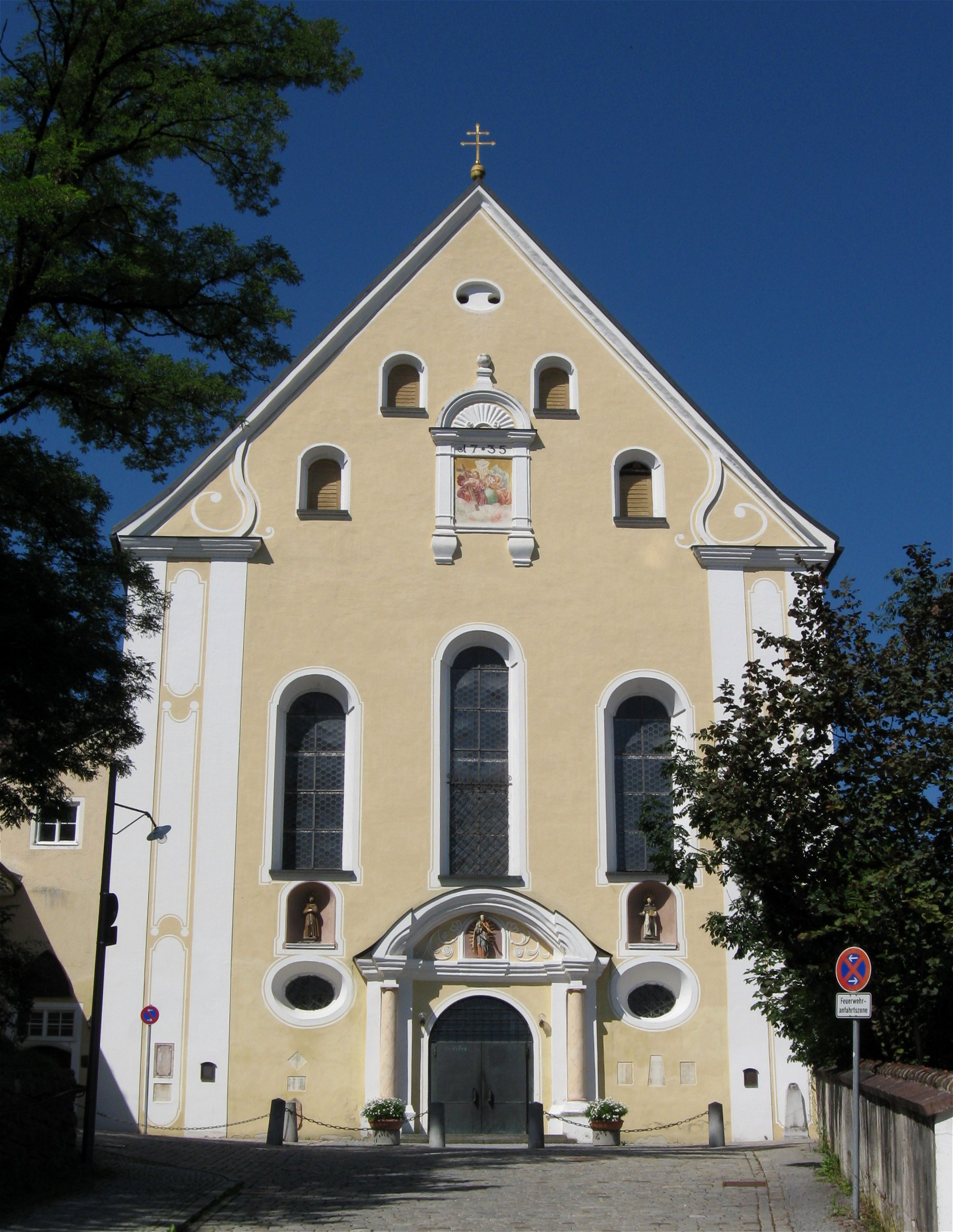
Portal

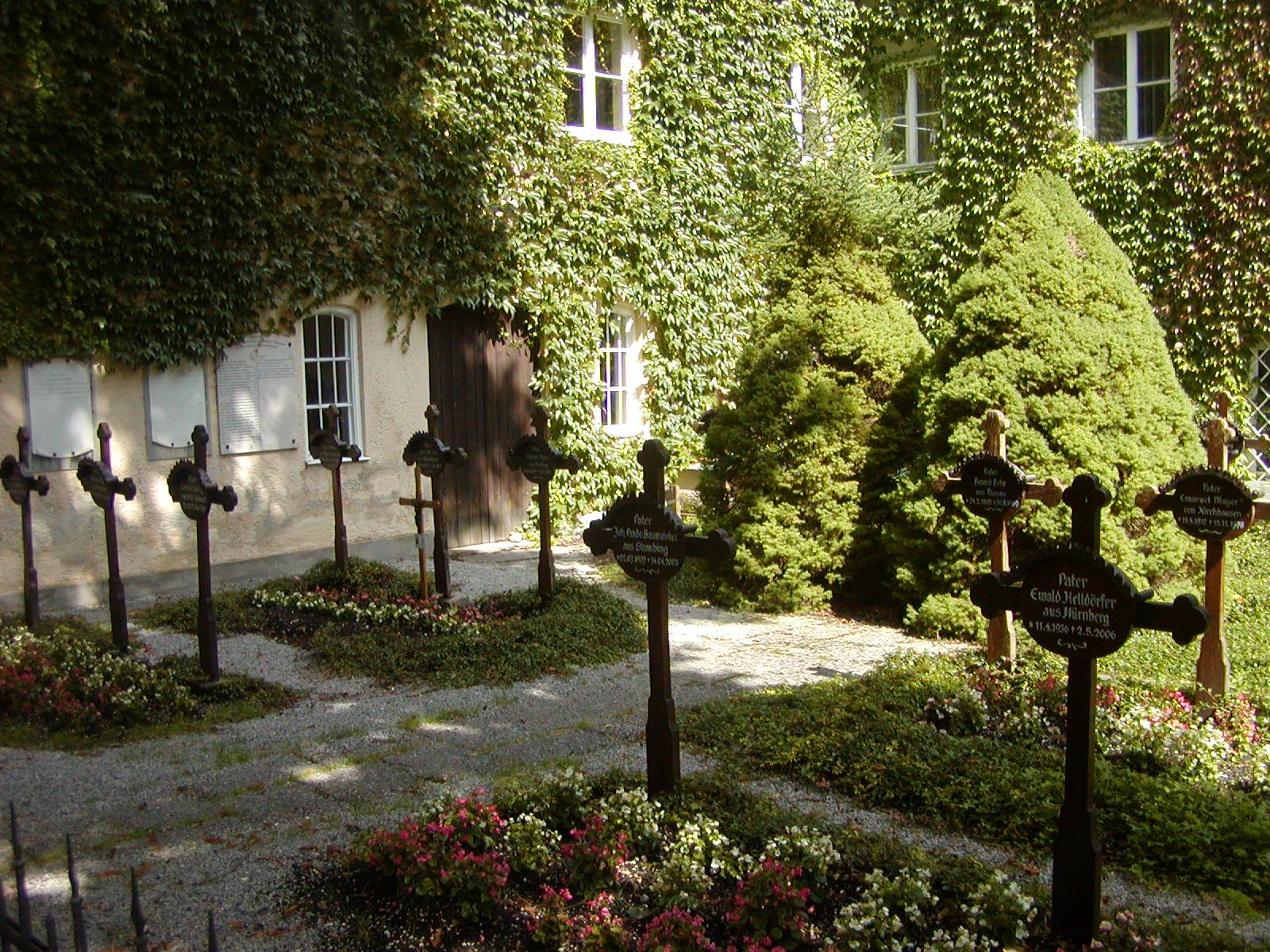
Friedhof am Kloster

Ein erstes Kloster des 1210 gegründeten Franziskanerordens existierte in Tölz ab 1330. Das spätere Kloster mit dem Patrozinium der Heiligen Dreifaltigkeit entstand 1624. Die Gründung fand im Rahmen der Bestrebungen Herzog Maximilians I. statt, die bayerischen Franziskanerklöster zu reformieren, in einer bayerischen Reformatenprovinz zusammenzufassen und damit größeren Einfluss auf den Orden und seine Klöster zu gewinnen. Dafür setzte er sich ab 1614 jahrelang bei Papst Paul V. durch seinen Botschafter Giovanni Battista Cesare Crivelli ein, Cousin des seinerzeitigen Tölzer Pflegers Giulio Cesare Crivelli. Papst Urban VIII. genehmigte Maximilians Pläne inklusive der Klostergründung in Tölz, und so entstand am 1. März 1625 die bayerische Reformatenprovinz der Franziskaner. Besetzt wurde das Kloster mit reformierten Brüdern aus Norditalien. Eine Tafel im Klostereingang links der Kirche erinnert an sie.
Der Konvent betrieb auch ein Hospiz.

### Ausbaumaßnahmen
Da die ursprüngliche Franziskanerklosterkirche Heilige Dreifaltigkeit starken Zuspruch erfuhr, war sie nach wenigen Jahren zu klein und wurde daher 1660/61 erweitert. 1660 ließ der Tölzer Bürgermeister Kaspar Reiffenstuel eine Antoniuskapelle bauen, die 1684 von „Nikolaus Bertho“, wahrscheinlich Giovanni Niccolò Perti, stuckiert wurde. Als Kirche und Klöster erneut vergrößert werden mussten, wurde die Antoniuskapelle 1733 abgerissen.

### Von der Säkularisation bis zur Aufgabe
Das Kloster wurde am 25. Januar 1802 im Zuge der Säkularisation unter König Max I. Joseph aufgelöst. 1804 wurde die Kirche dem Magistrat übergeben, und die mit 7000 Bänden bestückte Bibliothek ging fast komplett verloren. Am 15. August 1827 beschloss der nachfolgende König Ludwig I., die Franziskaner in Tölz und anderen Städten wieder zuzulassen. Am 1. Dezember 1828 wurde das Kloster wiedererrichtet. Im Jahr 2008 gaben die Franziskaner das Kloster endgültig auf.

## Orgel
Die Orgel der Klosterkirche wurde 1998 von der Orgelbaufirma Vleugels erbaut. Das Schleifladen-Instrument hat 35 Register (1912 Pfeifen) auf zwei Manualen und Pedal. Die Spieltrakturen sind mechanisch, die Registertrakturen sind elektrisch.

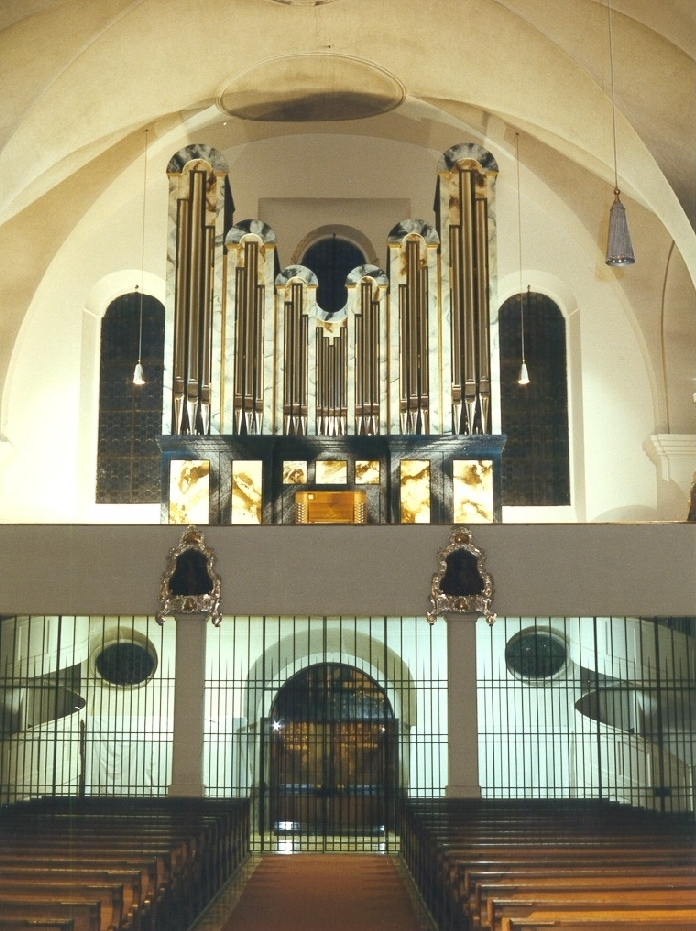
Empore mit Orgelprospekt

| I Hauptwerk C–g3 |                  |        |
| 1.               | Bourdon          | 16′    |
| 2.               | Principal        | 8′     |
| 3.               | Tibia            | 8′     |
| 4.               | Viola di Gamba   | 8′     |
| 5.               | Octave           | 4′     |
| 6.               | Spitzflöte       | 4′     |
| 7.               | Quinte           | 2 ⁄3′  |
| 8.               | Superoctave      | 2′     |
| 9.               | Terz             | 1 3⁄5′ |
| 10.              | Larigot          | 1 ⁄3′  |
| 11.              | Mixtur IV        | 1 ⁄3′  |
| 12.              | Cornetmixtur III | 2 ⁄3′  |
| 13.              | Trompete         | 8′     |
| 14.              | Clarine          | 4′     |

| II Schwellwerk C–g3 |                       |        |
| 15.                 | Geigenprincipal       | 8′     |
| 16.                 | Gedacktflöte          | 8′     |
| 17.                 | Salicional            | 8′     |
| 18.                 | Vox coelestis         | 8′     |
| 19.                 | Viola                 | 4′     |
| 20.                 | Querflöte             | 4′     |
| 21.                 | Quintflöte            | 2 ⁄3′  |
| 22.                 | Flageolet             | 2′     |
| 23.                 | Violine               | 2′     |
| 24.                 | Terzflöte             | 1 3⁄5′ |
| 25.                 | Harmonia aetherea III | 2 ⁄3′  |
| 26.                 | Dulcian               | 16′    |
| 27.                 | Oboe                  | 8′     |
|                     | Tremulant             |        |

| Pedal C–f1 |               |       |
| 28.        | Principalbaß  | 16′   |
| 29.        | Subbaß        | 16′   |
| 30.        | Octavbaß      | 8′    |
| 31.        | Violonbaß     | 8′    |
| 32.        | Choralbaß     | 4′    |
| 33.        | Hintersatz IV | 2 ⁄3′ |
| 34.        | Posaunbaß     | 16′   |
| 35.        | Trompetbaß    | 8′    |

- Koppeln: II/I, I/P, II/P